# John Belchier
John Belchier, (ur. 1706 w Kingston, zm. 6 lutego 1785 w Londynie) – brytyjski chirurg, odkrył zastosowanie barwnika marzany w znakowaniu nowej tkanki kostnej, zapoczątkował badania wzrostu i rozwoju szkieletu. Laureat Medalu Copleya (1737).

## Życiorys
Belchier urodził się w roku 1706, w Kingston w hrabstwie Surrey. Pierwszą edukację pobierał w Eton College. Był terminatorem u wybitnego chirurga Williama Cheseldena, u którego dał się poznać jako pracowity i wytrwały anatom. Podobnie jak jego mistrz, był niechętny ingerencjom chirurgicznym. Był ekspertem w zmniejszaniu kości ramiennej.
Oprócz kariery medycznej zarządzał Foundling Hospital w Londynie, utworzonym w 1739 roku, a także St Thomas' Hospital oraz Royal London Hospital. Był także członkiem Court of Assistants w Company of Surgeons w latach 1751 - 1785.
Zmarł w wieku najprawdopodobniej 78 lat i został pochowany w kaplicy w Guy's Hospital.

## Osiągnięcia naukowe
Belchier pracował jako chirurg w Guy's Hospital w latach 1736 - 1768, w tym czasie odkrył wpływ barwnika marzany na nową tkankę kostną. Zasłynął z badań nad rozwojem kości i wprowadził istotne innowacje w sposobach obserwacji tkanek za pomocą barwników roślin takich jak marzana w diecie. Był członkiem Towarzystwa Królewskiego i publikował w Philosophical Transactions. W Transakcjach tych opisał kilka ciekawych przypadków m.in. w numerze 423 przypadek obrzęku jajników, w numerze 449 sprawozdanie dotyczące młynarza, któremu młyn urwał rękę, a w numerze 442 opisał niezwykły przypadek czerwonych kości zwierząt zabarwionych karmioną ich paszą. To ostatnie odkrycie Belchier wywołało jego zaciekawienia, nad przypadkowym faktem niecodziennego koloru kości ugotowanej wieprzowiny. Jego prace przyniosły mu Medal Copleya w 1737 roku.
Jego badania w zakresie wzrostu i rozwoju tkanki kostnej kontynuowali Henri Louis Duhamel du Monceau oraz John Hunter. 